# Michael Ynoa
Michael José Ynoa Ventura (nacido el 24 de septiembre de 1991) también conocido como Michel Inoa, es un lanzador dominicano de béisbol profesional que actualmente es agente libre. Ha jugado en las Grandes Ligas de Béisbol (MLB) para los Medias Blancas de Chicago.

## Carrera

### Oakland Athletics
Ynoa firmó con los Atléticos de Oakland de las Grandes Ligas de Béisbol (MLB) por la cantidad de $ 4.25 millones, estableciendo un nuevo récord para la organización de la A después de que el lanzador zurdo Mark Mulder fue firmado por 3.2 millones en 1998. Ynoa fue nombrada la "Número Uno" y la "joya de la corona" en el "Mejor Prospecto Latino de 2008". Se dice que Ynoa es el prospecto de jugador latinoamericano más impresionante desde Félix Hernández en 2002. Dos equipos de MLB (Cincinnati Reds, Texas Rangers) "supuestamente ofrecieron a Ynoa alrededor de $ 5 millones". Se informó que Ynoa firmó con Oakland después de que un acuerdo se cayó con los Yanquis de Nueva York. Según los informes, los Yankees rompieron conversaciones con Ynoa después de que el agente Adam Katz intentó renegociar un acuerdo de apretón de manos con el club.
En agosto de 2010, después de lanzar nueve entradas en la Liga de Arizona, Ynoa se sometió a una cirugía Tommy John. El contrato de Ynoa fue seleccionado por los Atléticos el 20 de noviembre de 2012, y fue agregado a la lista de 40 jugadores. [cita requerida]

### Chicago White Sox
Después de la temporada 2014, los Atléticos cambiaron a Ynoa y Jeff Samardzija a los Medias Blancas de Chicago a cambio de Marcus Semien, Chris Bassitt, Rangel Ravelo y Josh Phegley.
El 14 de junio de 2016, los Medias Blancas promovieron a Ynoa a las Grandes Ligas. En 45 juegos en las temporadas 2016-2017, Ynoa compiló un récord de 2-0, con una efectividad de 4.42 en 59 entradas. Fue liberado el 15 de marzo de 2018.

### Kansas City Royals
El 13 de noviembre de 2018, Ynoa firmó un contrato de ligas menores con los Reales de Kansas City. Fue asignado a AAA Omaha Storm Chasers para comenzar la temporada 2019. Fue liberado el 29 de mayo.

### Segunda Temporada con Atléticos
El 12 de febrero de 2020, Ynoa firmó un contrato de ligas menores con los Atléticos de Oakland. Se convirtió en agente libre el 2 de noviembre de 2020.

### Philadelphia Phillies
El 29 de diciembre de 2020, Ynoa firmó un contrato de ligas menores con la organización de los Filis de Filadelfia. El 27 de marzo de 2021, Ynoa fue liberado por los Filis.

## Ortografía del nombre
"Michel Ynoa" es la ortografía original del nombre de Michael. Su primer nombre fue anglicizado a "Michael" después de que firmó con los Atléticos de Oakland en julio de 2008. Aunque el apellido de Michael se escribe más comúnmente con una "I", a partir de febrero de 2009, usará la ortografía original "Ynoa". "Según el director de desarrollo de jugadores de A, Keith Lieppman, [Y]noa comenzará a ir por la ortografía original de su apellido, 'Ynoa'. En algún lugar a lo largo de la línea, hubo una confusión en la ortografía, y el nombre del lanzador se alojó en el foro público con un 'yo'".

## Vida personal
El hermano menor de Ynoa, Huáscar, también es un lanzador de béisbol profesional, actualmente con los Bravos de Atlanta.
Actualmente se encuentra casado con Jamie Lucía Perelló Sued, nacida en Santiago de los Caballeros, República Dominicana, el 1 de octubre de 1998, joven que fue madrina de las Águilas Cibaeñas en 2018, es Nutricionista, hija de Rita Sued Espinal y Jaime Perelló González. 
Tiene dos hijas de su matrimonio 
Michelle YNOA PERELLÓ y Milena YNOA PERELLÓ.